# Max Plaxton
Max Plaxton (ur. 29 maja 1985 w Tofino) – kanadyjski kolarz górski i przełajowy, trzykrotny medalista mistrzostw świata MTB.

## Kariera
Pierwszy sukces w karierze Max Plaxton osiągnął w 2002 roku, kiedy Kanadyjczycy w składzie: Ryder Hesjedal, Roland Green, Max Plaxton i Alison Sydor zdobyli złoty medal w sztafecie cross-country. Wynik ten powtórzył wspólnie z Geoffem Kabushem, Kiarą Bisaro i Raphaëlem Gagné na mistrzostwach świata w Les Gets w 2004 roku. W tej samej konkurencji Kanadyjczycy z Plaxtonem w składzie zdobyli także brązowy na mistrzostwach świata w Lugano w 2003 roku. Na rozgrywanych w 2011 roku igrzyskach panamerykańskich w Guadalajarze zdobył srebrny medal w cross-country, ulegając jedynie Héctorowi Páezowi z Kolumbii. W 2012 roku wziął udział w igrzyskach olimpijskich w Londynie, ale nie ukończył rywalizacji w cross-country. Startował również w kolarstwie przełajowym, zdobywając między innymi złoty medal mistrzostw kraju w 2003 roku.